# Philbertia echinata
Philbertia echinata är en snäckart som först beskrevs av Brocchi 1814.  Philbertia echinata ingår i släktet Philbertia, och familjen Turridae. Enligt den svenska rödlistan är arten otillräckligt studerad i Sverige. Arten förekommer i Götaland. Artens livsmiljö är havet.